# Xifla
La xifla és una variant del buiro i un instrument de percussió fregada.
Està feta amb una carbassa, d'ací que hom la conegui també amb el nom de carbassola. Sobre aquest cos, que fa de caixa de ressonància, hi ha clavada una llauneta abonyegada amb una punta metàl·lica que fa la funció de talls o secs, fets directament sobre la carbassa. Per fer-lo sonar hom frega la llauneta amb un ferret.
És un més dels instruments de les colles de caramelles que fan sonar per acompanyar les cançons i corrandes. També per Nadal, hom sol acompanyar les cançons alegres que s'entonen tant a dins de l'església com a fora, amb la xifla, que amb el seu so primitiu pregona l'antiguitat d'aquestes festes nadalenques, musicades, habitualment, per gent del camp.